# August Bukowiecki
August Bukowiecki ps. Gustaw, Gucio (ur. 31 lipca 1911 w Cichowie, zm. 24 listopada 1940 w KL Auschwitz) – działacz komunistyczny.
Pochodził z zamożnej patriotycznej rodziny ziemiańskiej; syn generała Mieczysława, wnuk Juliana, redaktora pisma „Wielkopolanin”, prawnuk majora wojsk napoleońskich Augusta zaprzyjaźnionego z Juliuszem Słowackim. Uczył się w klasztornym gimnazjum w Montanie, a następnie we Fryburgu w Szwajcarii; naukę ukończył z oznaczeniem w 1931. Podczas pobytu w Szwajcarii studiował literaturę marksistowską, co ukształtowało jego poglądy. Po ukończeniu gimnazjum powrócił do Polski i 1931-1935 studiował prawo na Uniwersytecie Poznańskim, następnie na Uniwersytecie Warszawskim. Działacz OMS „Życie”. 1936-1939 prowadził na Żoliborzu aktywną działalność polityczno-społeczną wśród inteligencji, m.in. w Stowarzyszeniu Lokatorów WSM „Szklane Domy” i klubie esperantystów „Witraj domoj” Współpracownik wielu działaczy komunistycznych, m.in. Juliusza Rydygiera, Adama Próchnika i Antoniny Sokolicz. W 1937 podczas strajków chłopskich zwoływał wiece i zbierał materiały o przebiegu strajków i zachowaniu policji. W 1938 prowadził akcję protestacyjną przeciw aneksji Zaolzia we wrześniu 1939 brał udział w cywilnej obronie Warszawy, organizując obronę przeciwlotniczą i budowę umocnień obronnych. 1939-1940 organizował konspiracyjne grupy komunistyczne na terenie Warszawy, m.in. utworzoną pod koniec 1939 „piątkę żoliborską”, która później stała się trzonem Stowarzyszenia Przyjaciół ZSRR. W marcu 1940 zaczął redagować biuletyn informacyjny „Za wolność” (od lipca ukazujący się pod tytułem „Wieści ze Świata”) i prowadził nasłuch radiowy. We wrześniu 1940 aresztowany przez gestapo i osadzony na Pawiaku, a po śledztwie w al. Szucha przewieziony do Auschwitz-Birkenau, gdzie zginął.